# Anna Ottosson
Anna Ottosson, née le 18 mai 1976 à Östersund, est une skieuse alpine suédoise.

## Palmarès

### Jeux olympiques
- Jeux olympiques d'hiver de 2006 à Turin (Italie):
  -  Médaille de bronze en slalom géant.

### Championnats du monde
- Championnats du monde de ski alpin 2007 à Åre (Suède) :
  -  Médaille d'argent dans la course des nations.

### Coupe du monde
- 1 victoire sur des épreuves de la Coupe du monde
- 15e du classement général de la Coupe du monde 2007
- 4e du classement de la Coupe du monde du slalom géant 2000
- 15e du classement de la Coupe du monde du slalom 2006